# 圣安德烈座堂 (横滨)

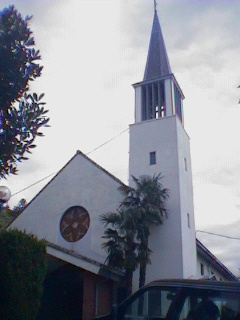
横滨圣安德烈座堂

横滨圣安德烈座堂 位于日本横滨，是圣公会横滨教区的主教座堂，该教区包括千叶县、神奈川县和山梨县所有的圣公会教会。 

## 历史
横滨的基督教传教事业开始于1863年的外国租界内（横滨居留地）。圣安德烈堂于1885年在一幢租用的房屋内成立，后来说日语的会众成为今日的圣安德烈堂，而说英语的会众迁往横浜山手的横滨基督教会，第二次世界大战以后加入了日本众，成为横浜山手聖公会教会。
横滨圣安德烈堂的教堂建筑曾经两度被毁，即1923年的关东大地震和1945年的横滨空袭。现今的建筑建于1955年 。
在该堂的历史上，来自加拿大的亚历山大·克罗夫特·肖牧师建立了輕井澤町的避暑胜地，而该堂来自英格兰的瓦尔特·韦斯顿牧师，通过攀登日本阿尔卑斯山脉，促进了日本的登山运动。